# Simon Telkes
Simon Telkes Kelenföldi, nome magiarizzato di Simon Rubin (Szeged, 16 settembre 1845 – Ľubochňa, 29 dicembre 1932), è stato uno scrittore, statistico e attivista ungherese di origine ebraica; fu capo contabile ministeriale e presidente della Società Centrale di Magiarizzazione dei Nomi.
È il padre della fotografa Nora Dumas ed è il nonno paterno della scienziata Mária Telkes.

## Biografia
I suoi genitori erano Náthán Rubin e Katalin Selig. Negli anni 1865 e 66 frequentò il Politecnico József di Budapest. Nel 1867 assunse servizio nell'Ufficio Statistico, per poi passare nel 1887 al Ministero del Commercio, reparto dogane e transazioni interne, sempre con compiti legati alla statistica. Fu poi supervisore generale, per incarico governativo, della rappresentanza ungherese all'Esposizione Universale di Parigi del 1878 e (con il conte gróf Jenő Zichy) dell'esposizione generale nazionale organizzata a Székesfehérvár nel 1879. Lavorò a lungo come contabile presso il Regio Ministero Ungherese del Commercio occupandosi dei rapporti provenienti dai diversi consolati ungheresi nel mondo. Alla fine del 1879 diede inizio a Budapest ad una forte azione di propaganda a favore della sostituzione dei cognomi stranieri con altri ungheresi e nel 1881 fondò la Società Centrale di Magiarizzazione dei Nomi (Központi Névmagyarosító Társaság), della quale divenne presidente. Nello stesso anno mutò il proprio cognome da "Rubin" a Telkes. Aderì poi all'Unitarianismo. Il 17 settembre 1907 aggiunse al proprio cognome il titolo Kelenföldi, dandovi così una connotazione nobiliare.
Il suo attivismo per la magiarizzazione ebbe un riscontro relativamente limitato. Fu criticato perché, a fronte di un impegno gratuito per la causa, raccoglieva a vario titolo contributi in denaro. Nel 1909, infine, il ministro degli interni decretò lo scioglimento della Società e proibì a Telkes di svolgere ulteriori attività da presidente della stessa.
Iniziò la sua carriera di scrittore nel 1865 trattando temi economici sullo "Szegedi Híradó", per poi continuarla su vari giornali budapestini; fu attivo anche sul Pester Lloyd e su altri giornali stranieri con l'obiettivo di favorire il trasferimento in Ungheria di siti industriali. Tra il 1886 e il 1888 redasse gli studi introduttori per la statistica commerciale ufficiale e i capitoli del catalogo dell'Esposizione Universale relativi alle industrie del pellame e dell'abbigliamento; scrisse articoli sul settimanale "Magyar Kereskedelmi Múzeum" che trattavano dell'esportazione massiccia di prodotti ungheresi grezzi ed elaborati verso le regioni orientali e sud-orientali dell'Austria. Scrisse nel 1867 articoli in vista del VI Censimento del 1870 in Baviera nei Bollettini Nazionali di Statistica ed Economia (Statisztikai és Nemzetgazdasági Közlemények: VI. 1870. Népszámlálás Bajorországban) e, nel 1889, nei Bollettini Geografici (Földrajzi Közlemények) ("Finlandia in numeri"; "Insediamenti e popolazione della Bosnia-Erzegovina" 1889. Finnország számokban; Bosznia-Herczegovina lakóhelyei és népessége).

## Famiglia
Il 15 novembre 1872 sposò a Buda Mária (Sára) Szonnert; la coppia ebbe undici tra figlie e figli. Vanno citati la figlia Nora Dumas, nota fotografa, e il figlio Aladár Telkes (1875–1943), dal cui matrimonio con Mária Lábán (1879–1963) nacque la scienziata Mária Telkes.

## Premi
- 10 febbraio 1899 - Croce di Cavaliere dell'Ordine di Francesco Giuseppe

## Opere
- Illatszerek és szappanok. Budapest, 1879 (Hivatalos jelentés a Párisban 1878-ban tartott egyetemes kiállításról XIII.)
- Magyarország mezőgazdasági nyersterményeinek és némely főbb iparkészítményeinek behozatala és kivitele. Az orsz. m. kir. statisztikai hivatal adatai alapján. Budapest, 1884
- Áruforgalmunk. Budapest, 1886
- Eledelek és italok. Adatok az áruforgalom s a termelés köréből. Budapest, 1888
- Üvegiparunk. Ipari monographia, különös tekintettel a termelésre, munkás-, vám- és kereskedelmi viszonyokra. Budapest, 1895
- Hogyan magyarosítsuk a vezetékneveinket. Budapest, 1897 (2. javított és bővített kiadás. Budapest, 1906)

Negli anni 1888 e 1889 fu redattore delle Circolari del Regio Ministero Ungherese per l'Agricoltura, l'Industria ed il Commercio (Mittheilungen des königl. ung. Ministeriums för Ackerbau, Industrie und Handel); collaborò nel 1894 con il settimanale Magyar Kereskedelmi Múzeum; fu coeditore di Kiviteli Czímtár, rivista pubblicata in ungherese e diffusa anche in sette altre lingue.